# Милешевска плаштаница
Милешевска плаштаница, је дар молдавског војводе Александра IV и жене Роксанде, која је од 17. века чувана у манастиру Пакри, данас  у саставу Епархије славонске Српске православне цркве у Хрватској. Израђена је 1567. године у златовезу на црвеној свиленој основи, а датиране је на дан Преображења 6. августа. Плаштаница подсећа на плаштаницу из Путне, дар молдавског војводе Јована Стефана и жене Марије, из 1490. године.
Овај експонат од изузетног значаја у црквеним везеним тканинама заузима значајно место, у Српској православној вери, јер симболизује првобитну плаштаницу - платно (илитон), у које су Јосиф из Ариматеје и Никодим обавили Христово тело током скидања са крста и сахране.)
Милешевска плаштаница (која је једина у свету на којој је Исус Христ приказан отворених очију) данас се налази у ризници Митрополије у Загребу, где је у нужди депонована.

## Историја
Плаштаницу, која је израђена 1567. године, манастиру Милешева даровао је молдавски војвода Александар IV и његова жена Роксанда, која је највероватније, заједно са својим ћеркама, извезла плаштаницу. 
Претпоставља се да је плаштаница из ризнице манастира Милешева, доспела у Славонију када су монаси 1688. године у великој сеоби Срба напуштали Милешеву, закрченим балканским друмовима. Дуги караван од преко 150 монаха који је кренуо са претовареним коњима на којима је било све што је могло да се понесе, а међу њима и плаштаница, крајем 17. и током целог 18. века трагао је за привременим уточиштем, које је у ствари било траса расејаних ризничких вредности Милешеве. Тако је Милешевска плаштаница нашла своје уточиште у манастиру Пакри, који су основали свештеници манастира Милешево међу којима се посебно као оснивачи спомињу митрополит Григорије и архимандрит Доситеј.
Како је манастир Пакра у више наврата током 20, века претрпео знатна оштећења, исту судбина задесила је и плаштаницу. Предосетивши долазак тешких ратних времена, у манастир Пакра у августу 1941. из Загреба је стигла комисија под вођством професора Ткалчића, преузела и транспортовала сва вреднија уметничка дела и и библиотеку у Загреб. Плаштаницу, која је чувана у музеју на локацији у Дежелићевом прилазу 4 у Загребу, након експлозије подметнуте бомбе, преузели су стручњаци из загребачког рестаураторског завода и сместили је у лимени сандук са осталим и највреднијим предметима, које су дословно вадили из шута. Тако је у сандуку, који је преношен с једне на другу локацију барем седам пута, са осталим експонатима, плаштаница била затворена десетак година, када је послата на рестаурацију и конзервацију.
Када је 1992. године минирана зграда Митрополије и Музеја СПЦ у Загребу, који се налазе уз Саборну цркву,плаштаница, која се тада налазила у Музеју СПЦ у Загребу, том приликом није уништена.

## Обнова плаштанице
Пре њене рестаурације, плаштаница је била изложена директном дејству воде, на шта је указивале флека у централном делу експоната. Вода је захватила већи део тканине, тако да су на тим деловима веза плаштанице иреверзибилне деформације биле најјаче. Плаштаница је такође била прекривена прашином и прљаваштином, поготово уз ивице (плишана трака је била видно масна и прљава, а бордуре уз ивицу биле у нешто бољем стању), док је центар плаштанице био нападнут колонијама гљива – на појединим местима, тако да је због дејства ензима дошло до промене боје влакана. Биле су пронађене и лутке мољаца. Плаштаница је обновљена у Србији под руковотством професеора Франца Цурка из Ниша једног од најбољих конзерватора за црквени тестил.
Након обнове и конзервације Милешевска плаштаница је враћена у Хрватску и данас се чува у Музеју Српске православне цркве Епархије загребачко-љубљанске у Загребу, и један је од најдрагоценијих уметничких предмета у музеју.

## Опис
„Са вољом Оца, с помоћи Сина и савршењем Светога Духа, благоверни и Христољубиви Господин Јо Александар Војвода, по милости Божијој Господар земље Молдавске, и Госпођа његова Роксанда и прељубљена њихова чеда: Богдан и Петар и Константин, и кћери њихове Ангелина и Тудора и кнегиња Теофана и Марија Теофана и Настасија, начинише овај божански воздух за свету обитељ што се именује Милешева, где почива преблажени отац наш Свети Сава Србин, и где је храм Вазнесења Господа Бога и Спаса нашега Исуса Христа, године 7075 (1567), месеца августа, у дан шести.” 
Плаштаница је израђена од црвене атласне тканине која је подложена носачем од бељеног ланеног платна, правоугаоног зрна, густине ткања 13,5 (14 конаца на 1 m²).
На каменој плочи у центру композиције плаштанице приказано је тело Христа након скидања са крста и пре полагања у гроб, са десном руком као да благосиља, и левом коју целује Свети Јован Богослов. Свети Јован је приказан погнут са леве стране тела. 
Христ, чију главу придржава пресвета Богородица (која седи на престолу без наслона са изразом бола на лицу), има отворене очи као да је жив. Иза Христове главе стоји Марија Магдалена са уздигнутим рукама и распуштеном косом. Поред Спаситељевих ногу налазе се Јосиф (који као да је кренуо да целује Христове ноге), Никодим и жена мироносица. 
Сем поменутих фигура на плаштаници су приказана и четири клечећа анђела са рипидама и дуплим натписом агиос (два испод и два изнад гробне плоче) и три анђела без ногу са гестом дивљења (један испод и два изнад гробне плоче). 
Цео призор је окружен звездама, као да се приказана представа на плаштаници дешава на небу.
У угловима плаштанице налазе се амблеми јеванђелиста са књигама, док поређани здесне налево и одозго надоле, следе Јован, Лука, Марко и Матеј. Амблеми су издвојени натписима у облику кружног лука (четвртина круга).
Централна композиција са амблемима јеванђелиста у угловима, уоквирена је око 9 cm широком траком са натписом. Плаштаница је обрубљена траком широком 12 cm, са извезеним биљним орнаментом. Испреплетене гранчице винове лозе формирају розете у којима се налазе звезде и крстови. Звезде и крстови заступљени су у сразмери 2:1.

## Израда
На везу плаштаниице коришћена је узане палета начина веза, који се своди на шест начина веза.
1. Вез по писму
За контуру коришћен је „вез по писму“ (бод за иглу, овијенац). Исти бод је коришћен за попуњавање ликова и исцртавање праменова косе. Код тог веза игла се за сваки следећи бод увлачи за половину дужине бода испред претходног.
2. Печки бод
Звезде, цвеће и листови на бордури извезени су „печким“ бодом.
3. Равни бод
За позадину је коришћен браон и виолет боје централног мотива, као и за поља зелене и плаве боје испод натписа и цветног орнамента на бордури. У ту сврху коришћен је „равни бод“ (плосни бод, насип, правибод). Код тог бода игла се једноставно подвлачи кроз платно. Важно је да бодови нису сувише дуги, како се вез не би олабавио. Мењан је правац веза, како би вез изгледао богатији.
4. Плосни вез бројем
Четврти коришћени вез је „плосни вез бројем“. Тим везом у различитим варијантама везена су крила анђела и евангелиста, као и ореоли. На плаштаници се плосни вез бројем појављује у облику једно
или више жичаног кепер и ломљеног кепер веза Вез на плаштаници израђен је обојеним свиленим концем, златном и сребрном жицом, танком златном и сребрном срмом и апликацијама од метала, природних бисера, полудрагог и драгог камења.
5. Равни бод
За слова коришћен је равни бод од ланеног конца, који прати цртеж на подлози и служи као јастуче, да би златовез текста био рељефнији. Преко испружених ланених нити јастучета под правим углом положене су металне нити, у снопу по три или четири, једна уз другу. Сваки сноп прошивен је врло јаким концем са кратким бодом, наизменично са једне и друге стране.
6. Уздигнуто пришивање
На пољима већих димензија, као што су површина христовог гроба и одећа извезени су уздигнутим пришивањем, које је погодно за рад металним нитима. 
На позадини мотива извезеног плосним бодом рађени су причврсни бодови у правилним размацима. Металне нити су, појединачно или у снопу, кратким бодовима причвршћене на подлогу у правилним размацима (бројем), како предуги бодови не би олабавили. Причвршћене су танким свиленим концем примерене боје. Променом правца металних нити, дистанце кратких бодова и броја добијена је разноликост појединачних поља веза.
Коришћени свилени конац је плаве, зелене, црвене, пурпурне, малинове, златножуте, светложуте, смеђе и љубичасте боје, док су ликови и тела извезени од инкарната свиленим концем сличних боја. 
Текстови и орнаменти који се налазе на плаштаници извезени су златном и сребрном металном жицом или срмом.